# بیرینجی دوردیول
بیرینجی دوردیول (به لاتین: Birinci Dördyol) یک منطقه مسکونی در جمهوری آذربایجان است که در شهرستان آق‌دام واقع شده است.